# واشی ۹۰۶۳
سیارک ۹۰۶۳ (به انگلیسی: 9063 Washi، نامگذاری:1992YS) نه هزار و شصت و سومین سیارک کشف شده‌است که در ۱۷ دسامبر ۱۹۹۲ کشف شد.
قدر مطلق سیارک برابر ۱۴٫۲۰ است.